# Mémorial du droit de vote des femmes de Puketāpapa
Le Mémorial du droit de vote des femmes de Puketāpapa est situé à Rose Park, au coin de Warren Avenue et de Mt Albert Road, dans la banlieue de Three Kings, Auckland, Nouvelle-Zélande. Il commémore les femmes locales qui ont fait campagne pour le droit de vote des femmes.
Le mémorial a été commandé par le conseil local de Puketāpapa et le conseil d'Auckland, conçu par les artistes Matthew van Sturmer et Carmen Sosich et construit par MvS Studio.
Le dessin est une représentation abstraite du camellia, symbole du mouvement pour le suffrage en Nouvelle-Zélande au XIXe siècle. La base de la fleur porte les noms des femmes locales qui ont signé la pétition de 1893 adressée au Parlement demandant le vote pour les femmes.
Une plaque à proximité enregistre les noms des femmes du mont Roskill qui ont été élues au gouvernement local et central, notamment l'ancienne première ministre Helen Clark. Il a été dévoilé le 19 septembre 2013, à l'occasion du 120e anniversaire de l'obtention du droit de vote des femmes en Nouvelle-Zélande,.